# Wormeldange-Haut
Wormeldange-Haut (Luxemburgs: Uewerwuermeldeng, Duits: Oberwormeldingen) is een plaats in de gemeente Wormeldange en het kanton Grevenmacher in Luxemburg.
Wormeldange-Haut telt 510 inwoners (2001).

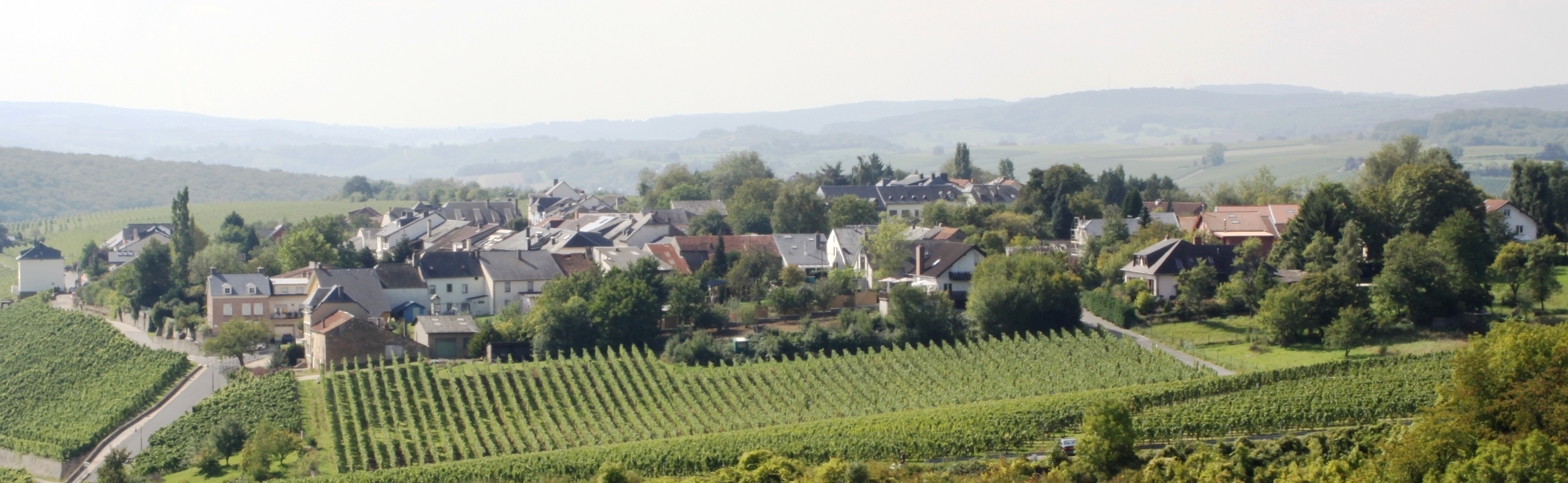
Uitzicht over Wormeldange-Haut